# 后院数鸟活动
后院数鸟活动（英語：Great Backyard Bird Count，GBBC）或北美数鸟活动是一项康乃爾鳥類學實驗室以及奥杜邦学会联合主办的觀鳥活动。每年2月中旬主办。此活動始於1998年，原本活動僅在於北美洲，從2013年起，各地的相關組織陸續參與，觀鳥的範圍達全球。

## 活动详情
后院数鸟活动是一项康乃爾鳥類學實驗室以及奥杜邦学会联合主办的鳥類學活动，是一项全球活动，全球观鸟爱好者都可受邀参与。活动为期4天。观鸟爱好者通过网络平台汇报住家附近鸟类数量以及鸟类的其他讯息，鸟类学家之后会把这些取得的讯息综合起来，并且用于鸟类学科研项目中。北美数鸟活动是第一项由全民参与、收集鸟类讯息、并即時上傳上網的公民科學项目。
活动采集的数据会经过鸟类学专家的审核以及验证。此举的用意是要保证业余观鸟爱好者收集到的数据的可靠度。活动收集到的数据有助於提升鸟类研究员对鸟类习性以及数量的認識，並監測鳥類族群長期的動態變化，以分析氣候、疾病與環境因子如何影響不同種鳥類的分布。

## 活动历史
1998年后院数鸟活动开始。1998年2月的第二周美国民众首先开始参与活动。 
2013年起，活动开放给全球观鸟爱好者参与。全球（例如：印度）其他生态保育机构以及研究所也陆续支持或参与活动。一些社区也主办了的独立的观鸟活动，但是日期选择以及筹备过程也与北美数鸟活动配合。
2015年，活动参与者成功紀錄了5090種鳥類，為將近一半的全球鸟类物种。这些参与者也汇报了观鸟详情。2018年全球約有20萬人參與後院數鳥活動，來自160個國家或地區，共紀錄了6310個物種。